# YKK
YKK Group (YKKグループ Waikeikei Gurūpu?) es un grupo de compañías manufactureras japonesas. Son los más grandes fabricantes de cremalleras, también producen otros sistemas de sujeción, productos de arquitectura, componentes plásticos y maquinaria industrial.

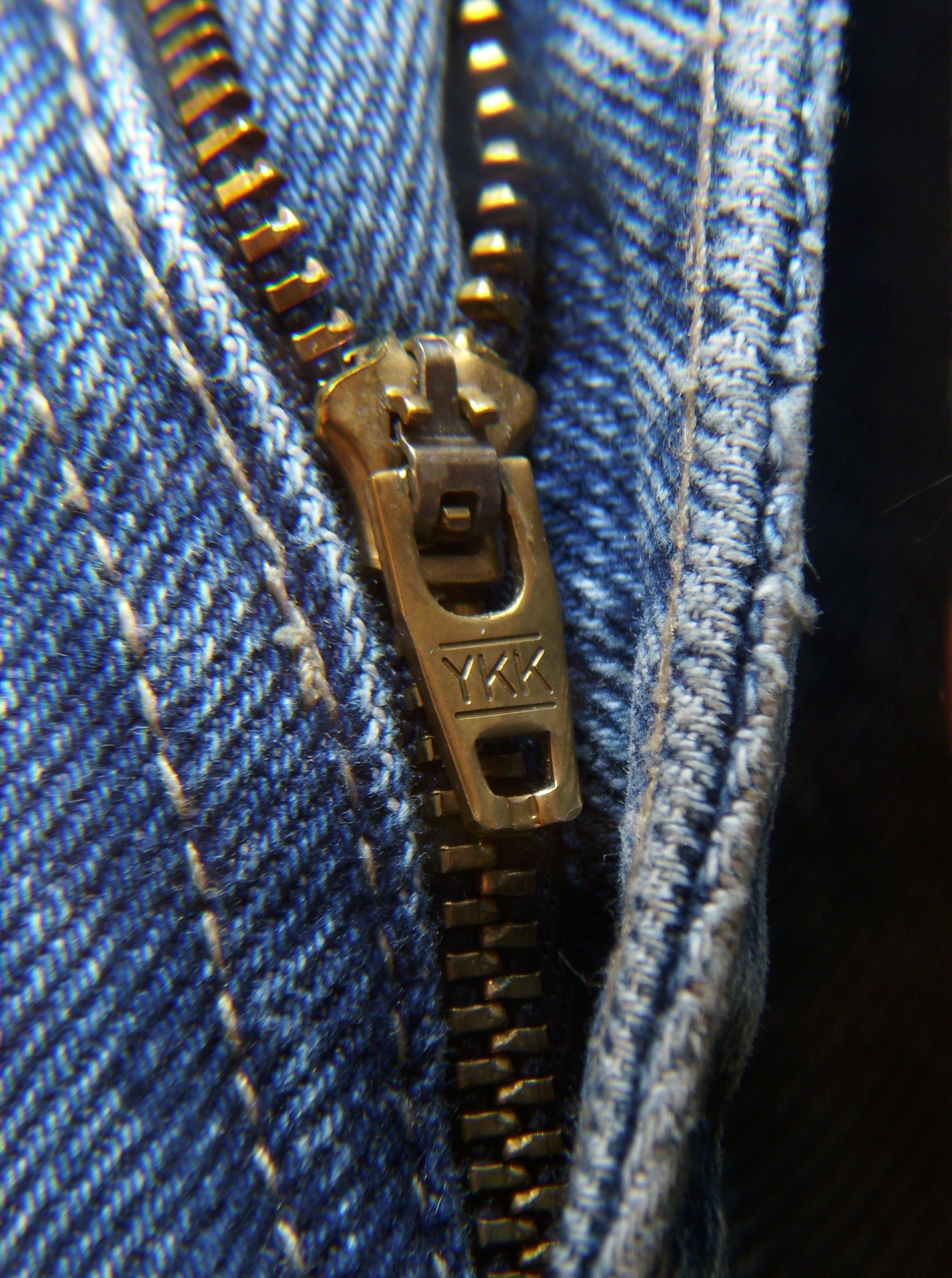
Primer plano de un cierre YKK en unos jeans

Las iniciales YKK significan Yoshida Kōgyō Kabushiki gaisha (吉田工業株式会社?   lit. "Corporación de Manufacturas Yoshida"), que fue el nombre de la compañía desde 1945 hasta 1994. YKK produce cierres y productos de arquitectura en 112 instalaciones en 70 países alrededor del mundo.